# Partito Serbo Democratico
Il Partito Serbo Democratico (in serbo: Демократска српска странка - DSS) è un partito politico del Montenegro. 

## Storia
Il DSS venne fondato nel 2003 da alcuni dissidenti del Partito Popolare Serbo.
Il partito fece parte dello schieramento unionista durante il referendum sull'indipendenza del Montenegro del 2006. A seguito dell'indipendenza del Paese, alle elezioni dello stesso anno, il DSS formò una coalizione con il Partito Popolare Socialista del Montenegro e il Partito Popolare che ottenne il 14,07% e 11 seggi, di cui uno andò al DSS.
In occasione del riconoscimento montenegrino dell'indipendenza del Kosovo, fu tra i sostenitori delle proteste contro questa decisione del governo.
Alle elezioni parlamentari del 2009, il Partito Serbo Democratico stipulò un accordo elettorale col Partito Popolare creando la Coalizione Popolare/NS-DSS, la quale però ottenne il 2,92% e non superò il quorum.